# Belgische wetgevende verkiezingen 1872
Gedeeltelijke wetgevende verkiezingen vonden plaats in België op dinsdag 11 juni 1872. 63 van de 124 Kamerzetels werden herverkozen, namelijk die in de provincies Antwerpen, Brabant, Luxemburg, Namen en West-Vlaanderen.
Van de 63 zetels gingen er 43 naar katholieken en 20 naar liberalen. De katholieken wisten zo twee zetels te winnen ten nadele van de liberalen, namelijk in de arrondissementen Nijvel en Virton.
Deze verkozen volksvertegenwoordigers legden de eed af op dinsdag 12 november 1872, bij de opening van de zitting 1872-1873.

## Verkozen volksvertegenwoordigers
Provincie Antwerpen (12)
- Antwerpen (6)
  - De katholieken Louis Gerrits, Edward Coremans, Victor Jacobs, Jan De Laet en Charles-François d'Hane de Steenhuyse werden herverkozen.
  - De katholiek Eugène Meeus werd verkozen ter vervanging van Edouard Haÿez, die niet meer opkwam bij deze verkiezingen.
- Mechelen (3)
  - De katholieken Louis Lefebvre, Jean Notelteirs en Eugène de Kerckhove werden herverkozen.
- Turnhout (3)
  - De katholieken Alphonse Nothomb, Jean-Baptiste Coomans en Eugène de Zerezo de Téjada werden herverkozen.

Provincie Brabant (22)
- Brussel (13)
  - De liberalen Pierre Van Humbeeck, Jules Guillery, Auguste Orts, Antoine Dansaert, Jean-François Vleminckx, Jules Anspach, Adolphe Demeur, Henri Bergé, Gustave Jottrand, Alexandre Jamar, Auguste Couvreur, Louis Defré en Ghislain Funck werden herverkozen.
- Leuven (5)
  - De katholieken Edouard Wouters, Charles Delcour, François Schollaert, Louis Landeloos en Joseph-Adrien Beeckman werden herverkozen.
- Nijvel (4)
  - De liberalen Alexandre de Vrints Treuenfeld, Adolphe Le Hardy de Beaulieu en de katholiek Charles Snoy werden herverkozen.
  - De katholiek Léon T'Serstevens werd verkozen ter vervanging van de liberaal François Mascart, die niet herverkozen raakte.

Provincie Luxemburg (5)
- Aarlen (1)
  - De liberaal Victor Tesch werd herverkozen.
- Bastenaken (1)
  - De katholiek Emile Van Hoorde werd herverkozen.
- Marche (1)
  - De katholiek Jules Pety de Thozée werd herverkozen.
- Neufchâteau (1)
  - De katholiek Edouard Santkin werd herverkozen.
- Virton (1)
  - De katholiek Albert de Briey werd verkozen ter vervanging van de liberaal Philippe Bouvier, die niet herkozen raakte.

Provincie Namen (8)
- Namen (4)
  - De katholieken François Moncheur, Xavier Lelièvre, Auguste Royer de Behr en Armand Wasseige werden herverkozen.
- Dinant (2)
  - De katholieken Xavier Victor Thibaut (kamervoorzitter) en Hadelin de Liedekerke Beaufort werden herverkozen.
- Philippeville (2)
  - De liberaal Georges de Baillet Latour werd herverkozen.
  - De liberaal Stéphane Mineur werd gekozen ter vervanging van Hubert Brasseur, die bij deze verkiezingen niet meer opkwam.

Provincie West-Vlaanderen (16)
- Brugge (3)
  - De katholieken Amedée Visart de Bocarmé, Charles-Julien van Outryve d'Ydewalle en Emile De Clercq werden herverkozen.
- Roeselare (2)
  - De katholieken Barthélémy Dumortier en Alberic Descantons de Montblanc werden herverkozen.
- Tielt (2)
  - De katholieken Gustave de Mûelenaere en Adile Eugène Mulle de ter Schueren werden herverkozen.
- Kortrijk (3)
  - De katholieken Désiré de Haerne, Pierre Tack en Auguste Reynaert werden herverkozen.
- Ieper (3)
  - De katholieken Pierre Biebuyck, Félix Berten en de liberaal Alphonse Vandenpeereboom werden herverkozen.
- Veurne (1)
  - De katholiek Léon Visart de Bocarmé werd herverkozen.
- Diksmuide (1)
  - De katholiek Théophile de Lantsheere werd gekozen ter vervanging van Theodore Rembry, die niet meer opkwam bij deze verkiezingen.
- Oostende (1)
  - De liberaal Jean-Ignace Van Iseghem werd herverkozen.